# ポリス
ポリス（ギリシア語: πόλις、ギリシア語ラテン翻字: polis、複数形: πόλεις、poleis）は、都市、都市国家、市民権または市民による政体を指すギリシア語である。古代アテナイなど古代ギリシアに関して使用される場合は、通常都市国家と訳される。

## 語義の歴史

### ポリスとアクロポリスとは
πόλις（ポリス）という語は古典ギリシア時代のアルカイック期には、まず「砦・城砦・防御に適した丘」を意味した。エミール・バンヴェニストはポリスは ἀκρόπολις（アクロポリス）に由来するとしている。アクロポリスとは、「小高い丘、高いところ、城市、成山、平地内の孤立した丘」を意味し、ポリスの中心部となる丘で、のちギリシア都市国家のシンボル的な存在ともなった。通常、防壁で固められた自然の丘に神殿や砦が築かれている。アクロポリスは当初は対外的軍事拠点つまり城砦であったが、B.C.7世紀にはポリス市民（近代的市民社会を構成するような個人ではなく家政機関たる οἶκος（オイコス）の長達の共同体成員）の信仰の対象ともなり、都市国家における共同体の絆のシンボルとして神殿が築かれ、ポリスの守護神を祭った。
ただし、ギリシア歴史時代においてもなお πόλις（ポリス）は「要塞・城砦」を意味した。たとえばトゥキディデスは「アクロポリスはアテナイ人からいまでもポリスと呼ばれている」と記している。バンヴェニストはこの用法を、ヴェーダ語の対応語 pur（砦）やリトアニア語の pilis（城、城砦）との比較から、先史的な語義としている。
のち πόλις（ポリス）は都市の発展により、周辺村落を含む国家を指すように変化する。
さらに土地所有者間における市民権概念の出現により、市民全体、市民集団を指すようになった。
古代ギリシア時代アルカイック期には、以下のように語義が変遷した。
- 城砦（アクロポリス）
- 建設された都市国家
- 都市の開祖
- 国家及び市民権
- 市民集団
  - 古代ギリシア人は、アテナイ、スパルタ、テーバイなどのポリスの単位ではなく、アテナイ人、ラケダイモーン、テーバイ人という単位で考えていたともいう。それゆえ「市民集団」という意味は、ポリスという語の最も重要な意味となった。

### ポリスとラテン語との関係
πόλις はローマ時代に、市民社会を意味するラテン語のキーウィタース（civitas）として翻訳され、自由都市（municipium、今でいう地方自治体）間でよく使用されたといわれる。
バンヴェニストの考証によれば、civitas は cives（キーウェース、同胞市民）の全体または集合を表す。しかしながらラテン語におけるcivesとcivitasの関係は、ギリシア語のポリス（都市）とポリテース（市民）との関係と正反対になるとしている。

### ポリスの社会形態
ポリスの領域は、アクロポリスと呼ばれる丘の頂に作られた城塞を中心に置き、アゴラ（市場・公共広場）、1つ以上の神殿及び体育館を備える必要があった。
ポリスの市民の多くは都市郊外か周辺農村に住んでいた。
ギリシア人は、ポリスを領土の分類とは見なさず、宗教的政治的団体とも見なさなかった。ポリスはその都市自体を超えて領土と植民都市を統御していたのであるから、単なる地理的な領域から成立するものではない。
各都市はいくつかの部族かデモス（区: 胞族と最終的には氏族で順に構成された）から構成された。メトイコイ（在留外国人）と奴隷は、このような組織には入っていなかった。市民権は生まれにより通常決定された。各ポリスは崇拝する守護神、特有の祭儀及び習慣を持っていた。
小アジア以東では、アレクサンドロス大王によるヘレニズム化の主要な装置がポリスであった。彼はギリシア化の影響の中心となるよう運命づけた70を下らない都市を建設したと言われている。そして、これらの大多数が都市生活が知られていなかった土地にあった。彼の例は彼の後継者であるディアドコイによって見習われた。
ポリスはしばしば3種の住民に分割されていた。最初の最高の階級は、参政権を所持している市民である。次に、参政権のない市民、最後に非市民がいた。武具は自費で揃えるため貴族が国防の主力であり、前7世紀までには貴族が政権を握る仕組みが出来上がった。奴隷には借財により市民から転落した人もいた。奴隷制度はアテナイでもっとも発達し、個人所有が普通であった。

### 英語city-stateとの関係
英語における city-state（都市国家）という単語は、ドイツ語の Stadtstaat と並んで、ギリシア語の単語の完全な翻訳ではない。なぜなら、ポリスとはティルスやシドンのように王制又は小さい寡頭制によって統治された他の原始古代の都市国家とは異なり、むしろ市民集団によって統治された国家に似ていたからである。
ポリスを語源とした語はヨーロッパの諸言語に広範囲に見られる。コズモポリス、メガロポリス、テクノポリスなど。また、police（警察）・policy（政策）・politics（政治）などの語源でもある。

## 考古学からのアプローチ
従来、遺跡での都市化の出現が、ポリスの発展のための十分な指標として解釈できるとされてきたが、フランソワ・ポリニャックらによって考古学者の伝統的な見解は批判され、現在は採用されていない。例えばスパルタのポリスは、村のネットワークに設立された。